# Suzy Amakane
Suzy Amakane (スージー 甘金, Sujī Amakane, né le 20 mars 1956) est un dessinateur japonais important issu de la « nouvelle vague ».
Ses dessins kawaiis servent des histoires absurdes et souvent, violentes. Il revendique un manga adulte qui ne soit ni complexe ni intellectuel pour autant, dans la lignée de Charlie Schlingo et du Professeur Choron en France.
Il a été publié en France par L'Association en 1999 dans Comix 2000 puis par les éditions Humeur dans les septième et huitième numéro de L'Horreur est humaine (2003, 2005).